# Hugo Wolf
Pour les articles homonymes, voir Wolf.
Œuvres principales
- Italienisches Liederbuch
- Goethe Lieder
- Mörike Lieder
- Spanisches Liederbuch
- Sérénade italienne
- Der Corregidor

Hugo Filipp Jakob Wolf, dit Hugo Wolf, né le 13 mars 1860 à Windischgrätz (aujourd'hui Slovenj Gradec en Slovénie), enclave de langue allemande en territoire slovène (alors province de l'empire d'Autriche), et mort à Vienne le 22 février 1903, est un compositeur autrichien d'ascendance slovène.

## Biographie
Son père, Philipp, marchand de peaux et musicien amateur, lui enseigne le piano et le violon. Hugo Wolf fait ses études au pensionnat de l'abbaye Saint-Paul du Lavanttal, ensuite au Conservatoire de Vienne (piano avec Wilhelm Schenner, harmonie et composition avec Robert Fuchs puis Franz Krenn) entre 1875 et 1877, date à laquelle il est renvoyé pour indiscipline. C’est au conservatoire, où il étudie en même temps que Gustav Mahler et Hans Rott, qu’il découvrira la musique de Richard Wagner, une révélation pour lui capitale et qui l'amènera à rencontrer Wagner afin de lui présenter quelques-uns de ses premiers essais musicaux[réf. nécessaire].
En 1876, il compose son premier opéra, König Alboin, roi des lombards, et en 1884 sa seule symphonie ainsi que le Quatuor à cordes en ré mineur, dont seuls le scherzo et le finale sont complets.
En 1879, il rencontre Johannes Brahms pour lui présenter ses compositions. Le contact entre les deux hommes n’est pas bon, et l’antipathie de Wolf envers Brahms, qu’il qualifie de « pédant nordique », ne se démentira pas par la suite. Il est vrai que l'esthétique de Brahms, qui marque un retour à un certain classicisme, est très différente de celles de Wagner et de Liszt.
Nommé second chef d’orchestre à Salzbourg en 1881, Wolf est poussé à quitter ce poste au bout de quelques mois. Entre 1884 et 1887, il est critique musical pour le Salonblatt, une revue viennoise importante dans les cercles musicaux de l'époque. Il y affiche un virulent parti-pris pour Wagner et Liszt, contre des choses aussi différentes que la musique de Brahms ou celle des compositeurs italiens du XIXe siècle, très prisée à l’époque.
En 1878 et 1879, Wolf partage le même appartement que Gustav Mahler et Rudolf Krzyzanowsky, tous trois élèves de Bruckner à la classe d'orgue. Alma Mahler témoigne que « tous trois étaient très pauvres et, comme musiciens, très sensibles au bruit ; si l'un avait du travail, les autres en étaient réduits à errer dans les rues. ».
À partir de 1887, il se consacre entièrement aux études et à la composition, dans une succession de phases d’intense création et de périodes d’abattement total. Son poème symphonique, Penthésilée, n’est pas accueilli avec le succès qu’il espérait.
En 1888, son séjour à la villa Perchtoldsdorf, près de Vienne, s'avère particulièrement fécond, puisqu’il y produit plus de la moitié de son œuvre.
Wolf ne revoit Gustav Mahler qu'en 1897, alors que ce dernier est devenu directeur de l'opéra de Vienne. Selon Marc Vignal, « il force la porte du nouveau directeur, exige la mise à l'étude et la représentation immédiate de son Corregidor. Éconduit, il s'enfuit éperdu sur le Ring, interpelle les passants, se prend bientôt pour Mahler : c'est le début d'une de ses crises de folie… ».

## Style

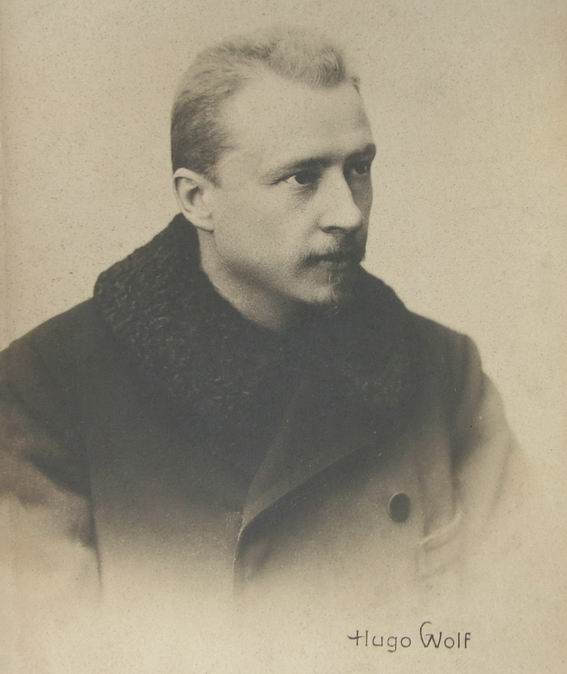
Hugo Wolf (1885)

Hugo Wolf est, selon un point de vue assez traditionnel, l'un des quatre grands compositeurs de lieder avec Franz Schubert, Robert Schumann et Johannes Brahms. Il concevait ses lieder comme autant de poèmes symphoniques en miniature, les porta à des sommets de raffinement et de complexité jamais atteints et réussit une saisissante fusion entre la poésie et la musique. Auteur de presque trois cents pièces, Wolf mit en musique les textes des grands poètes allemands comme Mörike, Eichendorff et Goethe. Ses livres de lieder espagnols (1891) et italiens (2 volumes, 1891 et 1896) rassemblent des poèmes allemands sur des thèmes espagnols et italiens.
Hormis les lieder, Wolf a écrit pour quatuor à cordes (1879-80), une Sérénade italienne (1892), et un opéra Der Corregidor (Le Gouverneur, 1895).
Wolf marque un stade dans l'évolution du romantisme finissant vers le XXe siècle atonal, voire l'École de Vienne. Avec ses modulations rapides, ses dissonances, ses structures très libres (détestées par Mahler qui trouvait ses lieder « informes »), la musique de Wolf inspira les artistes les plus avant-gardistes : les Sept Premiers lieder d'Alban Berg (Sieben frühe Lieder) l'évoquent fortement, tandis que les premiers lieder d'Arnold Schönberg, qui lui aussi faisait grand cas de Wolf, sont à l'époque nettement en retrait par rapport à lui sur le plan harmonique.
Contrairement à une idée assez répandue, l'admiration sans borne, voire le culte, que Wolf vouait à Richard Wagner ne se retrouve que très superficiellement dans ses lieder, et encore moins dans sa rare musique symphonique. Enchaînements harmoniques, sonorités, accords, formes, rien dans ces poèmes concentrés n'évoque le maître saxon, sinon une certaine liberté de structure et de fréquentes variations tonales au sein d'une même pièce. L'harmonie de Hugo Wolf est à la fois très classique et très personnelle, au fond éloignée de celle de son maître. Son rapport au piano était lui aussi différent : simple instrument de travail pour Wagner, véritable partenaire à égalité avec la voix chez Wolf.
Quoique figure majeure du lied, Wolf préférait à cette appellation les Gedichte für Singstimme und Klavier (Poèmes pour voix et piano). Pour ses Gedichte, il s'est tourné vers des poètes déjà anciens comme Goethe (la figure tutélaire de la littérature allemande à la charnière des XVIIIe et XIXe siècles), Mörike, Eichendorff et Heinrich Heine. Parmi les poètes dont il a mis des textes en musique, le seul dont la vie ait recoupé la carrière de compositeur de Wolf est Gottfried Keller.
Les thèmes de ces lieder sont le plus souvent l'amour, la nature et la religion.
Sa conception du déroulement vocal donne naissance à une forme de ligne mélodique nouvelle dans le lied : le recitativo arioso, c'est-à-dire une déclamation chantée qui évite l'air et emprunte à deux types d'écriture, celle du récitatif et celle de l'air proprement dit :
- Il se détourne parfois de la courbe mélodique pour adopter un débit vocal récitatif, s'opposant ainsi aux autres compositeurs de lieder. La fluidité mélodique reste ainsi limitée.
- de possibles inversions des rôles entre la voix prenant en charge la mélodie et le piano prenant en charge l'accompagnement.

Hugo Wolf est resté méconnu en France jusque dans les années 1970, à l'instar de Reger : le lied allemand, pour les Français, évoquait surtout Schumann et Schubert, jusqu'à ce que de grands interprètes comme Edith Mathis, Peter Schreier et Dietrich Fischer-Dieskau enregistrent les lieder de Hugo Wolf (sous le label Deutsche Grammophon) et le placent au rang de ses illustres prédécesseurs.

## Œuvre
Hugo Wolf laisse environ 350 œuvres musicales, dont :

### Lieder
Les dates de composition et de publication sont empruntées à Claude Rostand.
- Recueil de lieder de 1887
- Mörike-Lieder [53] (composés en 1888, publiés en 1889)
- Eichendorff-Lieder [20] (composés en 1887–1888 avec reprise de quelques lieder plus anciens ; publication en 1889)
- Goethe-Lieder [51] (composés de 1888 à 1889, publiés en 1890)
- Spanisches Liederbuch [10 spirituels / 34 profanes] (composé de 1889 à 1890, publié en 1891)
- Keller-Lieder [6] (composés en 1890, publiés en 1891)
- Italienisches Liederbuch, premier recueil [46], composé de 1890 à 1891, publié en 1892 ; second recueil, composé et publié en 1896 ;
- Reinick-Lieder [3] (publiés en 1897)
- Lieder sur quatre poèmes de Heine, Shakespeare et Byron [2] (publiés en 1897)
- Michelangelo-Lieder [3] (composés en 1897, publiés en 1898)

### Autres
- Penthésilée, poème symphonique (1883–1885)
- Quatuor à cordes en ré mineur (1884)
- Der Corregidor opéra (1895)

## Hommages
L'astéroïde (5177) Hugowolf, découvert en 1989, est nommé en son honneur.

### Monographies
- Claude Rostand, Hugo Wolf, Paris, Seghers, 1967.
- Dietrich Fischer-Dieskau (trad. de l'allemand par Christophe Ghristi, préf. André Tubeuf), Hugo Wolf, Paris, Tallandier, 2003, 588 p. (ISBN 2-84734-084-X, OCLC 417476957, BNF 39102199).
- Stéphane Goldet, Hugo Wolf, Éditions Fayard, Paris, 2003,  (ISBN 978-2213616919)

### Autres ouvrages
- Marc Vignal, Mahler, Paris, Éditions du Seuil, coll. « Solfèges », 1995 (1re éd. 1966), 189 p. (ISBN 2-02-025671-1, OCLC 925647348, BNF 35822770).
- Paul-Gilbert Langevin, « Le vrai visage de Hugo Wolf », dans Le Siècle de Bruckner, Paris, Richard Masse, coll. « La Revue musicale », 1975, p. 53–105.

### Bases de données et dictionnaires
- Ressources relatives à la musique :   - International Music Score Library Project
  - AllMusic
  - Bait La Zemer Ha-Ivri
  - Bayerisches Musiker-Lexikon Online
  - Carnegie Hall
  - Discography of American Historical Recordings
  - Discogs
  - Grove Music Online
  - MusicBrainz
  - Musopen
  - Muziekweb
  - Rate Your Music
  - Répertoire international des sources musicales
  - Songkick
- Ressources relatives au spectacle :   - Archives suisses des arts de la scène
  - Les Archives du spectacle
- Ressource relative à plusieurs domaines :   - Radio France
- Ressource relative à la recherche :   - Isidore
- Ressource relative à l'audiovisuel :   - IMDb
- Notices dans des dictionnaires ou encyclopédies généralistes :   - Britannica
  - Brockhaus
  - Den Store Danske Encyklopædi
  - Deutsche Biographie
  - Enciclopedia italiana
  - Gran Enciclopèdia Catalana
  - Hrvatska Enciklopedija
  - Internetowa encyklopedia PWN
  - Nationalencyklopedin
  - Österreichisches Biographisches Lexikon 1815–1950
  - Slovenska biografija
  - Store norske leksikon
  - Treccani
  - Universalis
  - Visuotinė lietuvių enciklopedija
- Notices d'autorité :   - VIAF
  - ISNI
  - BnF (données)
  - IdRef
  - LCCN
  - GND
  - Italie
  - Japon
  - CiNii
  - Espagne
  - Belgique
  - Pays-Bas
  - Pologne
  - Israël
  - NUKAT
  - Catalogne
  - Suède
  - Canada